# Marc Horace Demarçay
Pour les articles homonymes, voir Demarçay.
Marc Horace Demarçay est un homme politique français, député, né le 29 octobre 1813 à Poitiers (Vienne) et mort le 8 mars 1866 à Bressuire (Deux-Sèvres)

## Biographie
Fils du général-baron Marc Jean Demarçay et de Delphine Raguideau de La Fosse, il est élevé dans la religion réformée, complète ses études dans les Universités allemandes, où il se lie avec Justus von Liebig et Gay-Lussac, et s'adonne à la chimie.
Il est conseiller général de la Vienne et député des Deux-Sèvres de 1845 à 1848, siégeant à gauche, dans l'opposition à la Monarchie de Juillet. Il est élu représentant des Deux-Sèvres à l'Assemblée constituante de 1848. Il démissionne en janvier 1849 et quitte la vie politique.
Marié à Jeanne Audiguier, il est le père de Maurice Demarçay, député et sénateur de la Vienne, et le beau-père du comte François de Reynaud de Montlosier.

## Sources
- « Marc Horace Demarçay », dans Adolphe Robert et Gaston Cougny, Dictionnaire des parlementaires français, Edgar Bourloton, 1889-1891 [détail de l’édition]